# Церква Святого Георгія (Охтирка)
Церква Святого Георгія (Охтирка) — християнська церква Московського патріархату, побудована в 1884 році.

## Розташування
Церква розміщується в місті Охтирка, у мікрорайоні Дачному, неподалік від того місця, де колись закінчувалася вул. Київська і проходив Дворянський провулок.

## Історія

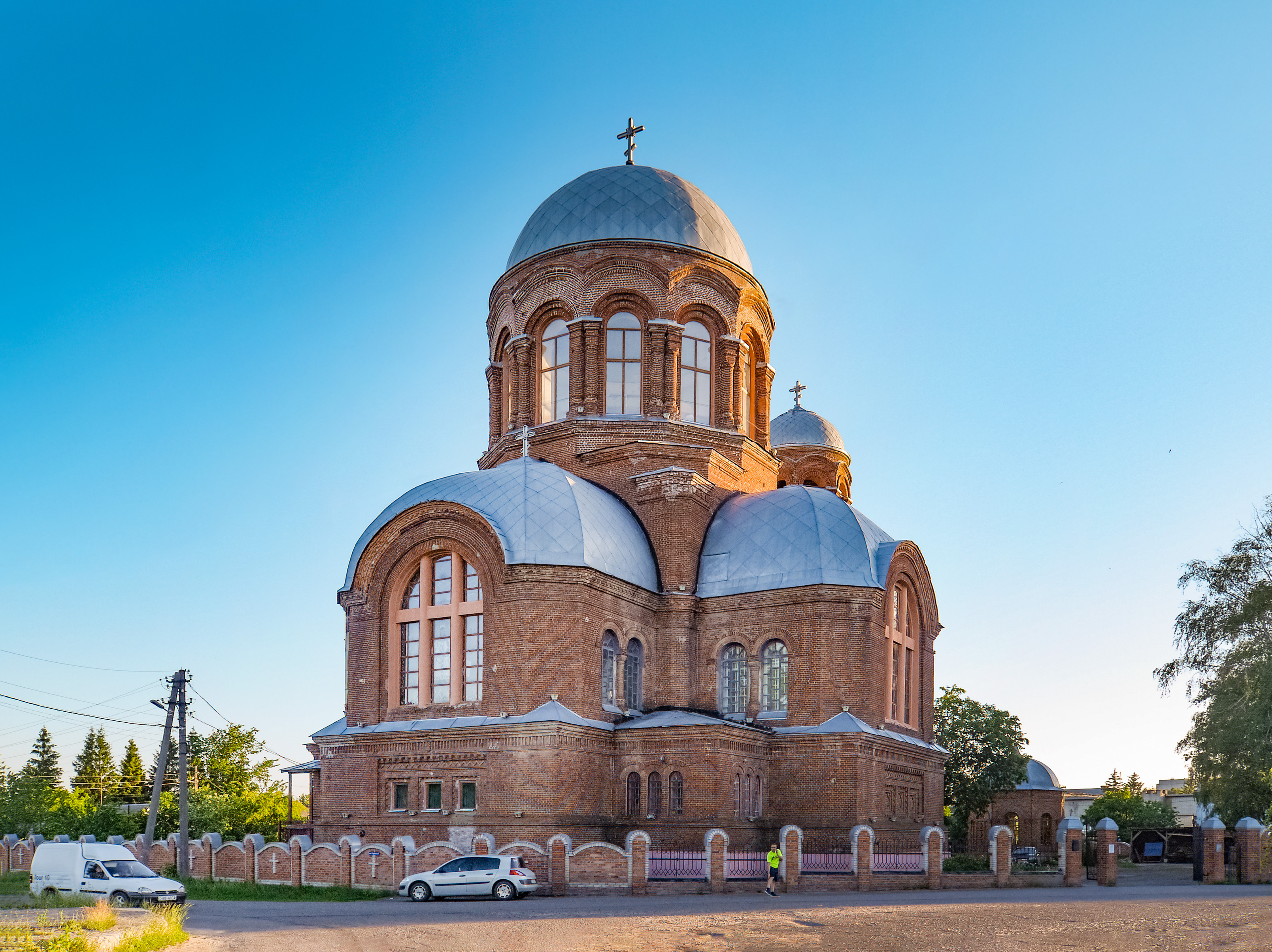
Георгіївська церква ззаду

Церква Святого Георгія збудована на честь святого великомученика Побідоносця Георгія, який загинув в Нікомедії в 303 році після народження Христа. Храм в Охтирці називають Юр'ївською церквою.
Історія церкви починається з 1660 року, саме тоді в Охтирці була побудована перша Георгіївська церква. Потім її не раз реконструювали зусиллями гусарського полку Д. Давидова. З указу Консисторії Чернігівської єпархії від 21 лютого 1740 року відомо, що ця церква згоріла 22 грудня 1739 року через залишену там свічку. У 1860 році замість неї було вирішено побудувати новий храм, на будівництво якого пішло сорок п'ять років. То була невелика однобанна Георгіївська церква. Її бічні об'єми були перекриті рубленим склепінням. Арки були зроблені на всю широту і висоту бічних приміщень. У 1905 році храм освятили, але в 1920 році його закрили більшовики, приміщення використовувалося під склад.

## Архітектура

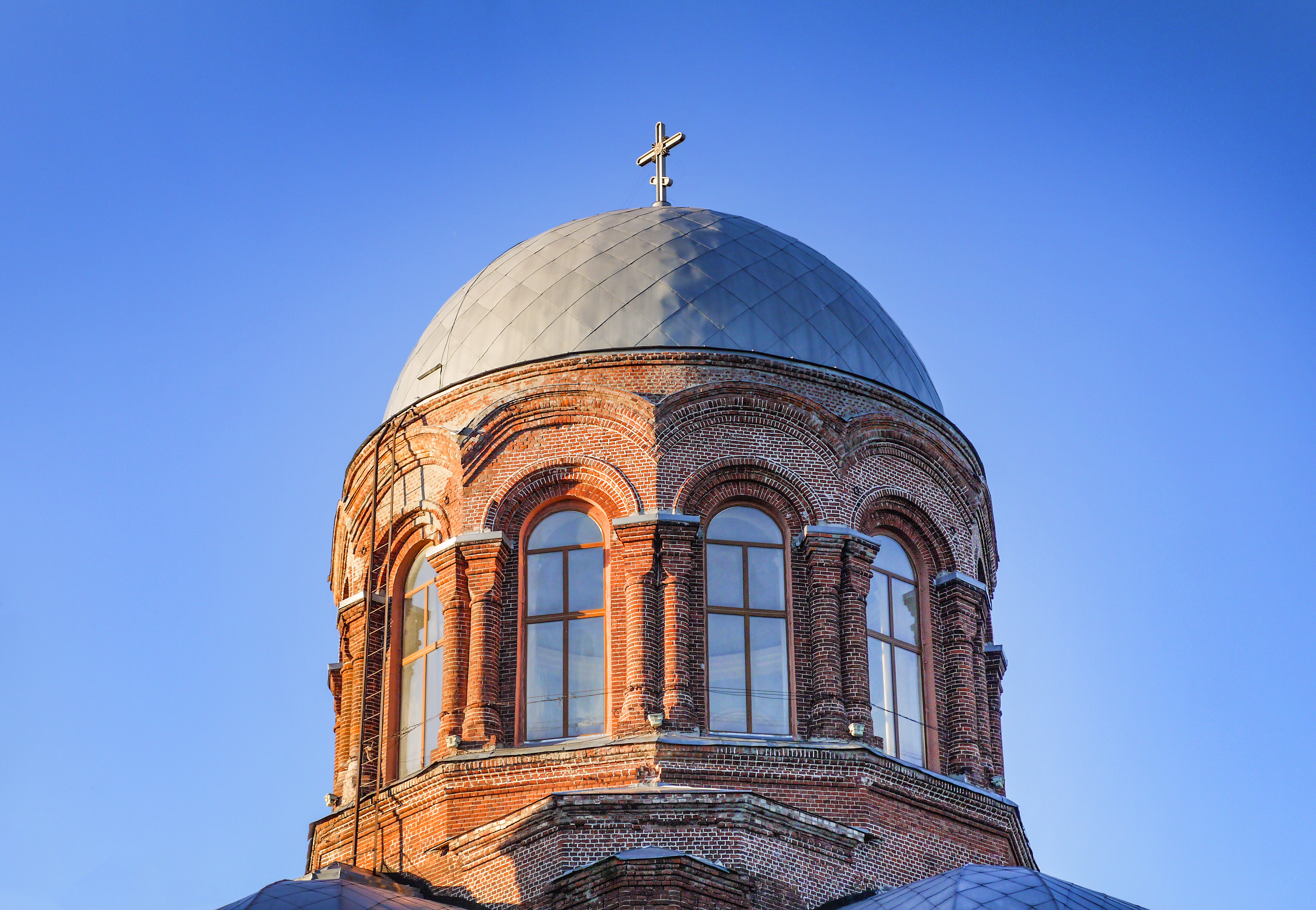
Купол церкви

Церква святого Георгія збудована у неовізантійському стилі з темно-червоної цегли, однокупольна, хрестоподібна, з заходу прибудована дзвіниця. Одноповерхова, але висота гілок хреста до 10 метрів. Розділена на кілька ярусів, нижня половина являє собою обманливий двометровий цоколь. На бокових стінах прорізані спарені вікна продовженої форми. Високі шатрові дахи гілок хреста підпирають спочатку восьмигранну, а далі — дванадцятигранну основу барабана. Барабан з арочними великими вікнами і з'єднаними приставними колонками у простінках.
Дзвіниця збудована подібно: на трьох кубічних масивних ярусах виникає четвертий, наскрізний ярус, який у деталях повторює основний барабан. Дзвіниця увінчана сферичним куполом. У 1996—1999 роках художник Сергій Жидель зробив цикл вітражів для церкви.

## Священнослужителі
До 1917 року у церкві служив Олексій Солофненко. Дияконом з 1892 року по 1907 рік служив випускник семінарії Олексій Столяревський. У 1994 рр розпочав службу священник Георгій Споруда, взявши церкву у занедбаному стані: без вікон і дверей